# Utgård (mytologi)
Utgård är enligt fornnordisk mytologi en borg som ligger i Jotunheim, som är den plats där jättar och andra onda makter bor. Utgård är beläget bortom Elivågor, utanför Asgård och Midgård. 
I Snorres Edda "Tor hos Utgårdaloke" berättas det att Tor tillsammans med Loke och pojken Tjalve besöker borgen. Tor och hans följe deltar i tre tvekamper med Utgårdaloke och hans undersåtar, men förlorar ständigt. Loke får äta ikapp med jätten Loge, Tjalve får springa ikapp med Huge, och Tor får tömma ett dryckeshorn, lyfta en av jättarnas katter, och brottas med den gamla jättekvinnan Elle. Till slut visar det sig att jätten har använt sig av trolldom för att lura Tor. Loke har ätit ikapp med elden, Tjalve har sprungit ikapp med tanken, hornet mynnade ut i havet (som efter att Tor har druckit ur det är halvfullt), katten är Midgårdsormen, och Elle är ålderdomen.
Begreppet Utgård används ibland i levande rollspel för föremål och platser som är off-map, det vill säga inte ingår i spelet.